# Новоантоновка (Николаевская область)
Новоантоновка (укр. Новоантонівка) — село в Новобугском районе Николаевской области Украины.
Население по переписи 2001 года составляло 76 человек. Почтовый индекс — 55614. Телефонный код — 5151. Занимает площадь 0,22 км².

## Местный совет
55614, Николаевская обл., Новобугский р-н, с. Розановка, ул. Центральная, 5